# Ernst Hellinger
Ernst David Hellinger (Strzegom, 30 de setembro de 1883 — Chicago, 28 de março de 1950) foi um matemático alemão.

## Vida
Ernst Hellinger nasceu em 30 de setembro de 1883, em Striegau, na Silésia, Alemanha (atualmente Strzegom, Polónia), filho de Emil e Julie Hellinger. Cresceu em Breslau, frequentou a escola e lá se formou na Academia em 1902, quando estudava no Ginásio ficou fascinado com a matemática, devido a excelentes professores de matemática na escola.